# Eriko Satō
Eriko Satō (jap. 佐藤江梨子 Satō Eriko; ur. 19 grudnia 1981 w Tokio, w Japonii) – japońska aktorka i modelka.

## Filmografia

### Filmy
- Death Note: Notatnik śmierci (2006)
- Death Note: Ostatnie imię (2006)
- Silver Season (2007)
- Funuke Domo, Kanashimi no Ai wo Misero (2007)
- Kobieta o rozciętych ustach (2007)
- Japan Sinks (2006)
- Cutie Honey (2004)
- Samurai Girl 21 (2002)

### TV Drama
- Kikujiro to Saki 2007 (2007 TV Asahi)
- Densha Otoko DX~Saigo no Seizen (2006 Fuji TV)
- CA to Oyobi (2006 NTV)
- Shin Ningen Kosaten (2006 NHK)
- Sengoku jieitai (2006)
- Tenka Souran ~Tokugawa Sandai no Inmo (2006 TV Tokyo)
- Densha otoko (2005)
- Koi ni ochitara 2005
- Tokyo Wankei (2004)
- Lunch no Joou (2002)
- Kaidan hyaku monogatari (2002)